# راپسودی برنج
راپسودی برنج (انگلیسی: Rice Rhapsody) یک فیلم کمدی درام است که در سال ۲۰۰۴ منتشر شد. از بازیگران آن می‌توان به سیلویا چانگ، ملانی لوران، و مگی کیو اشاره کرد.